# Anamor (cantante)
Anamor es una cantante y actriz italiana de ascendencia cubana, conocida principalmente en Latinoamérica y España.
Debutó como actriz en el año 1984 en la película Érase una vez en América (Once Upon a Time in America), dirigida por Sergio Leone.
Tiene un timbre de voz un tanto particular, al ser profunda, algunos críticos la han comparado con Cher.  
Existe el rumor de que puede ser transexual.
En el año 1999 bajo el nombre de Cenere (Ceniza, en español) sacó su primer disco (aún no conocida como Anamor) L'inferno o l'anima , participó triunfando en el festival de Castrocaro, y poco tiempo después de manera exitosa en dos ocasiones en el conocido Festival de la Canción de San Remo.
En el año 2008 conquistó América Latina con el sencillo de estilo dance "Dámela Sí". Otros singles famosos de su disco De lo tanto que te amo son "Hombre latino" y "Noche de amor". En 2010 publicó junto con Marta Sánchez un nuevo sencillo "Breathe me in", además del famoso "Memelo" en versión dance (publicado en versión original en la edición 2009 como sencillo) y "I´m a Ladyboy".

## Discografía
- L'inferno o l'anima (1999): En este disco aún no era conocida como Anamor sino como Cenere, su primer nombre artístico.
- De lo tanto que te amo (2007) que incluye las siguientes canciones:
  - 01 - Dámela Sí
  - 02 - Ever Ever
  - 03 - Hombre Latino
  - 04 - Hechizo
  - 05 - Noche De Amor
  - 06 - Noche De Fiesta
  - 07 - Bésame Luna
  - 08 - Dime Que
  - 09 - Occhi Neri
  - 10 - Olele
  - 11 - Libérame
  - 12 - Boca De Fuego
  - 13 - Dámela Sí (Synthetic Tribal Remix)

- Memelo (2010) con las siguientes canciones: 
  - 01 - Memelo (Club Mix)
  - 02 - Nada más que sola
  - 03 - Breathe Me In (feat. Marta Sánchez)
  - 04 - I'm a Ladyboy
  - 05 - Rasando tu piel
  - 06 - Oh Baby No
  - 07 - La gente habla
  - 08 - In the Sunshine
  - 09 - Dame la vida corazón
  - 10 - Volare
  - 11 - Noche de amor
  - 12 - Hombre latino (Club Mix)
  - 13 - Dámela sí (Ballad version)
  - 14 - Memelo (Original version)

- Ciérrame en tu cama (2012) con la colaboración de Darek, Toñi Salazar y Roberto Liaño.
  - Se presentó como el nuevo sencillo de la italocubana y sin grandes expectativas se colocó como el hit más escuchado de la artista desde Memelo en las listas de iTunes (latino) y Spotify. Tal fue el éxito del Videoclip realizado por TXB Project y dirigido por Juan Marrero, que Toñi Salazar le propuso a Anamor repetir, pero esta vez cantando juntas y así ocurrió:

- Tango de pasión (2012)  el viernes 21 de septiembre se estrena el último hit de Anamor feat Toñi Salazar titulado Tango de pasión. Un tema grabado en su estudio de Italia y con un videoclip de excepción de nuevo dirigido por Juan Marrero, rodado en Miami y con la colaboración estelar de Julio José Iglesias. La letra del tema habla acerca de dos mujeres que pasean por las calles de Miami totalmente amargadas después de tantos accidentes con los hombres. Al final del tema Toñi y Anamor comienzan a descubrir sentimientos nuevos... un remake del Mujer contra mujer que popularizó Mecano pero mezclando Dance-Latino-Flamenco... fusión que, por el momento, está funcionando muy buen y la hija de Uribarri, Susana Uribarri, la ha metido en su agencia de Famosos Cool.

En este momento Anamor se encuentra volcada en la promo de Tango de pasión pero ya tiene algún boceto de lo que será su próximo sencillo, que contará con una cara hiper conocida, como ya nos tiene acostumbrados.

## Filmografía
- Érase una vez en América